# Solana d'Andorra

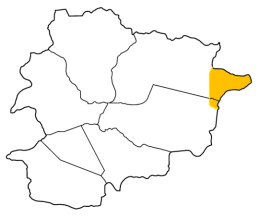
Situación de la Solana de Andorra en el mapa del Principado de Andorra.

La Solana de Andorra (en catalán, Solana d'Andorra) es un territorio andorrano que se encuentra en la vertiente norte de los Pirineos, en el alto valle del Río Ariège. La Solana queda separada de la parroquia de Canillo por la Sierra de Guardiola (2.682 m de altitud en el puerto Dret) y de la parroquia de Encamp por el puerto de Envalira (2.409 m de altitud ). La palabra Solana viene del latín solanum, que significa soleada.
Aunque mayoritariamente pertenece a la parroquia de Canillo, el núcleo urbano de Pas de la Casa, de la parroquia de Encamp, se encuentra en el extremo de la solana cerca del puerto de Envalira. Ambas parroquias comparten los beneficios de la explotación del territorio, utilizado para pastos y para la estación de esquí del Pas de la Casa.

## Historia
Se trata de un territorio históricamente utilizado como pasto para el ganado. Pertenecía de manera indivisa a los comunes de Canillo y de Encamp pero, dado que aparentemente se encontraba dentro de Francia, los pueblos de la Alta Arièja, L'Hospitalet y Acs (País de Foix) también llevaban ahí sus ganados. Así pues, nunca quedó claro a quien pertenecía el territorio de la Solana, ya que tanto un bando como otro lo reclamaban como propio. Esta dificultad ya se observa a finales del siglo XIII. De hecho, surgieron serios conflictgos entre los propietarios de los rebaños de ambas zonas hasta el punto de producirse enfrentamientos con muertes. En el transcurso de uno de estos enfrentamientos fue degollada una vaca, episodio que dio lugar al topónimo de "La Vaca Muerta".
Estas disputas fueron llevadas al ámbito judicial. Llegados a cierto punto, tanto el Consejo General de Andorra como los comunes de Canillo y Encamp lo dieron por perdido y desistieron de las disputas, pero en ese momento apareció Guillem Moles, habitante de Encamp. Guillem Moles, gracias a sus contactos y dinero, volvió a pleitear contra el Estado Francés y finalmente, en el año 1777 hubo una sentencia final del Consejo superior de Perpiñán donde quedó constancia de que el Estado Francés reconoce el pleno derecho del territorio a los comunes de Canillo y Encamp.
Toda la información generada durante el pleito se guarda en la Casa Pairal de Joan Antoni.

### Caja de la Casa Joan Antoni de Encamp

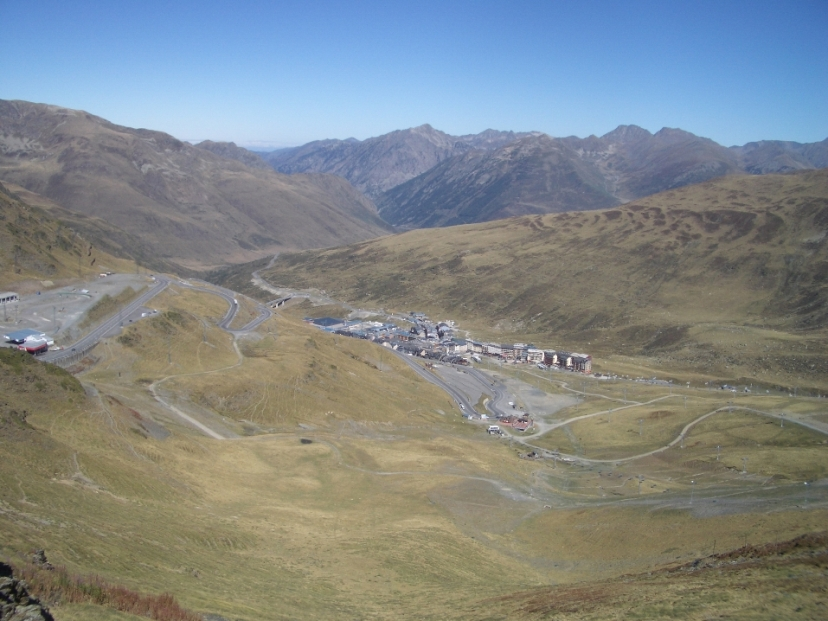
Vista panorámica de una parte de la Solana.

Este documento, pues, no se guarda en ningún archivo histórico, sino que se guarda dentro de una caja, en la Casa de Juan Antonio de Encamp desde el año 1777. Esta caja es de madera y tiene dos cerraduras. Al tener dos cerraduras significa que tiene dos llaves diferentes, dos llaves que fueron distribuidas entre el común de Encamp y el común de Canillo.
La caja se abre una vez al año con la presencia de los cónsules y sus representantes. Se comprueba la documentación, se hace un acta confirmando que se ha abierto y, además, se añade unos paquetes de tabaco y granos de pimienta como método de conservación.
En la década de 1980 se microfilmó la documentación y a finales de 2019 se inició un nuevo proceso para sustituir la caja por una nueva, restaurar toda la documentación y digitalizarla. El resultado puede verse en la casa Pairal de Encamp.
Coincidiendo con la restauración se realizaron diversos estudios, recogidos en el libro de Martí Salvans De la Solana de Andorra.
Hoy en día el Institut d'Estudis Andorrans ha iniciado un estudio del proceso histórico de toda la documentación, cuya gran parte se encontraba en francés, latín y catalán.